# Valandil de Arnor
Valandil (3430 S. E. - 249 T. E.) es un personaje ficticio que pertenece al legendarium creado por el escritor británico J. R. R. Tolkien y cuya historia es narrada en los apéndices de El Señor de los Anillos, en El Silmarillion y en la colección de relatos Cuentos inconclusos de Númenor y la Tierra Media. Es un dúnadan, cuarto hijo de Isildur y tercer soberano del reino de Arnor a partir del año 10 de la Tercera Edad del Sol. Su nombre está compuesto en la lengua quenya y puede traducirse como «amigo de los Valar».

## Historia
Hijo menor del rey Isildur de Arnor y hermano de Elendur, Aratan y Ciryon, Valandil nació en el año 3430 de la Segunda Edad del Sol en Rivendel, en la Tierra Media.
Cuando su padre y sus hermanos partieron a la Guerra de la Última Alianza, Valandil, que por entonces era tan solo un niño, se quedó junto a su madre en Rivendel y de esta forma se salvó de morir en el Desastre de los Campos Gladios, donde cayeron Isildur, Elendur, Aratan y Ciryon. El escudero del rey, Ohtar, consiguió escapar y llevar los restos de la espada Narsil a Valandil, aunque no se volvió a forjar. No ocurrió lo mismo con la Elendilmir, la joya hereditaria de los reyes de Arnor, que se perdió cuando Isildur huía de los orcos nadando por el río Anduin; los orfebres de Rivendel hicieron una igual para Valandil, aunque esta nueva no tenía el mismo poder que la anterior.
Valandil se convirtió en rey de Arnor en el año 10 de la Tercera Edad del Sol y, al morir en 249 T.E. (contaba con 260 años de vida), fue sucedido por su hijo Eldacar. Su descendiente Aragorn II Elessar, unos tres mil años después, reunificó los reinos de Arnor y Gondor.